# Os Meninos do Brasil (álbum)
Os Meninos do Brasil é o décimo-quarto álbum de estúdio da dupla sertaneja Chitãozinho & Xororó, lançado em 1989 e marcado pela estreia da dupla na gravadora Polygram, onde se tornaram os artistas de um gênero fora da MPB a venderem mais discos na gravadora em anos. Os sucessos do álbum foram "Nascemos Pra Cantar", uma versão em português para o hit do country americano "Shambala" de B.W. Stevenson, "Somos Assim", "Página Virada" e uma regravação de "No Rancho Fundo", composta por Lamartine Babo e Ary Barroso na década de 1930, e que entrou na trilha sonora da novela global Tieta.

## Faixas
| N.º | Título                           | Compositor(es)                                           | Duração |  |
| 1.  | "Somos Assim"                    | Paulo Debétio / Paulinho Rezende                         | 4:49    |  |
| 2.  | "O Rio"                          | César Augusto / Mário Marcos                             | 3:48    |  |
| 3.  | "Nascemos Pra Cantar (Shambala)" | Danny Moore (versão: Chitãozinho e Xororó)               | 3:03    |  |
| 4.  | "Brigas"                         | Evaldo Gouveia / Jair Amorim                             | 3:14    |  |
| 5.  | "São Coisas da Vida"             | Joel Marques / Xororó                                    | 3:54    |  |
| 6.  | "Amor Incomum"                   | César Augusto / Chitãozinho e Xororó                     | 3:54    |  |
| 7.  | "Os Meninos do Brasil"           | César Augusto / Antônio Carlos de Carvalho / José Homero | 4:46    |  |
| 8.  | "Terra Amante"                   | Carlos César / Wally Macedo                              | 4:18    |  |
| 9.  | "Página Virada"                  | José Augusto / Paulo Sérgio Valle                        | 4:27    |  |
| 10. | "No Rancho Fundo"                | Ary Barroso / Lamartine Babo                             | 4:14    |  |
| 11. | "Recomeçar"                      | Maurício Duboc / Carlos Colla                            | 4:48    |  |

## Ficha Técnica
- Direção Artística: Mayrton Bahia
- Direção de produção: Paulo Debétio
- Produção: José Homero Bettio
- Coordenação de produção: Maria Helena
- Técnicos de gravação: Luís Paulo Serafim e Helder
- Arranjos: Julio César Teixeira, Evencio Raja Martinez, Benedito Costa e Daniel Salinas
- Técnicos de Mixagem: Luís Paulo Serafim
- Auxiliares: Paulo e Rui
- Supervisão técnica: Paulo Succar
- Corte: José Antonio
- Gravado 24 canais no Mosh Studios - São Paulo
- Capa: Arthur Fróes
- Arte: Ayssa Bastos
- Fotos: José Luiz Pederneiras

## Tabelas
| Parada musical (1989) | Posição |
| --------------------- | ------- |
| Brasil (Nopem)        | 1       |

| Parada musical (1990) | Posição |
| --------------------- | ------- |
| Brasil (Nopem)        | 5       |